# Corydalis anthriscifolia
Corydalis anthriscifolia är en vallmoväxtart som beskrevs av Adrien René Franchet. Corydalis anthriscifolia ingår i släktet nunneörter, och familjen vallmoväxter. Inga underarter finns listade i Catalogue of Life.